# Leucauge iraray
Leucauge iraray là một loài nhện trong họ Tetragnathidae.
Loài này thuộc chi Leucauge. Leucauge iraray được miêu tả năm 1995 bởi Barrion & Litsinger.